# Analytiska Lefschetzs fixpunktformel
Inom matematiken är analytiska Lefschetzs fixpunktformel en analogi av Lefschetz fixpunktformel för komplexa mångfalder som relaterar summan över fixpunkterna av ett analytiskt vektorfält på en kompakt komplex mångfald till en summa över dess Dolbeaultkohomologigrupper.

## Formeln
Om f är en automorfism på en kompakt komplex mångfald M med isolerade fixpunkter, då är
{\displaystyle \sum _{f(p)=p}{\frac {1}{\det(1-A_{p})}}=\sum _{q}(-1)^{q}\operatorname {trace} (f^{*}|H_{\overline {\partial }}^{0,q}(M))}
där
- summan är över alla fixpunkter p av  f
- linjära transformationen Ap är verkan inducerad av f på det analytiska tangentrummet vid p.

### Allmänna källor
- Griffiths, Phillip; Harris, Joseph (1994), Principles of algebraic geometry, Wiley Classics Library, New York: John Wiley & Sons, ISBN 978-0-471-05059-9